# 中国オリンピック委員会

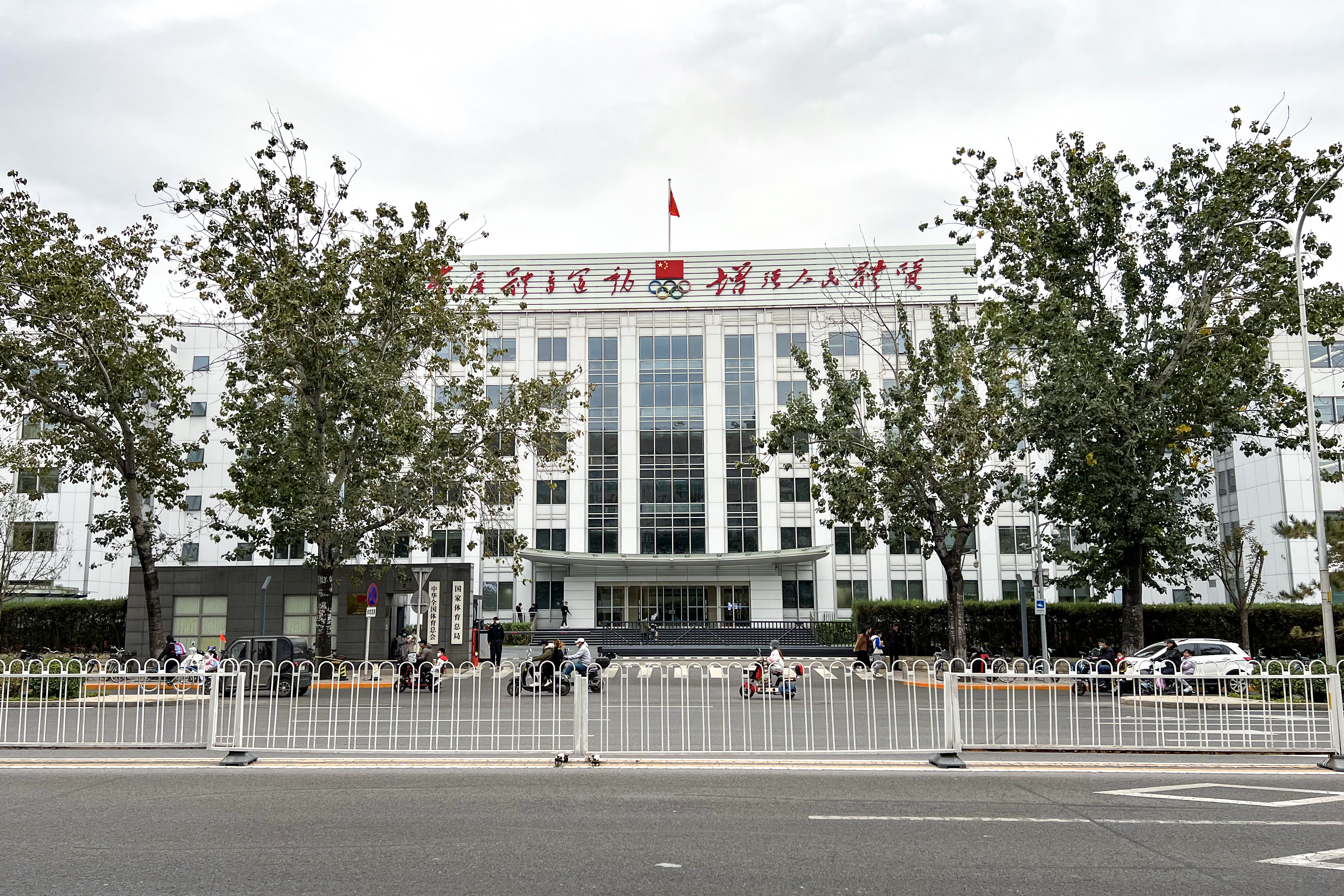
本部

中国オリンピック委員会（ちゅうごくオリンピックいいんかい、中国語: 中国奥林匹克委员会、略称:中国奥委会）は、中華人民共和国が主権を有する、もしくは有していると主張している地域のうち、台湾地区（中華民国）、香港、マカオを除いた地域（以下のこの地域について大陸とする）における国内オリンピック委員会 (NOC) であり、この地域のオリンピックムーブメントを促進する組織である。主席（会長）は原則として国家体育総局長が兼任する。現在の主席は高志丹である。

## 概要
中国におけるオリンピック委員会の歴史は、中華民国時代の1922年に上海で創設された「中華業餘運動聯合會」が、同年パリで行われた国際オリンピック委員会 (IOC) 年次総会でNOCとして認められたことに始まる。1949年の中華人民共和国成立を受けて中華民国政府が台湾・台北に逃れると、1951年に「中国オリンピック委員会」は台湾に移転したと通知され、IOCに認められた。
一方大陸・北京では1949年に中華全国体育総会（日本スポーツ協会に相当）準備委員会が設立され、1952年に正式に発足し、NOC「中国オリンピック委員会」としての活動を開始する。1954年アテネで行われたIOC年次総会では台湾海峡両岸、大陸・台湾双方の「中国オリンピック委員会」が認められたが、1958年には「二つの中国を作り出す陰謀」に抗議するとして、大陸側がIOCを脱退。中国復帰問題は国際スポーツ界の懸案となる。中国は1979年にIOCに復帰している。

## 台湾との関係
1979年、ウルグアイで行われたIOC理事会で、大陸側NOCのIOC復帰を提案、同年10月名古屋で行われたIOC理事会において「名古屋決議」が採択された。
1. 国旗は五星紅旗、国歌は「義勇軍進行曲」を使用。名称を中国オリンピック委員会とする。
2. 台湾側NOCの名称はチャイニーズタイペイオリンピック委員会に変更する。旗および歌は青天白日満地紅旗と中華民国国歌は使用せず、IOCが認めたものを使用する（チャイニーズタイペイオリンピック委員会旗と「チャイニーズタイペイ・オリンピック委員会歌」）。

## 香港との関係
香港には、イギリス統治下の1951年から中国オリンピック委員会とは別の独自のNOC（現在の中国香港体育協会及びオリンピック委員会）が存在し、中国オリンピック委員会とは別個にIOCとアジアオリンピック評議会から承認を受けている。1997年の香港返還後も香港のスポーツは中華人民共和国から完全に独立している。香港では香港委員会が別個にオリンピックムーブメントを推進しており、独自の代表チーム（ホンコン・チャイナ）を組織してオリンピックに派遣される。

## マカオとの関係
マカオにも、中国オリンピック委員会とは別個のNOCである中国マカオ体育及びオリンピック委員会が存在している。このためマカオのスポーツも香港と同様大陸のスポーツから独立しているが、香港委員会と大きく異なる点としてマカオ委員会はアジアオリンピック評議会からは承認を受けているものの、IOCからの承認を受けていない点があげられる。このためマカオはアジア競技大会への選手派遣資格を有しているものの、オリンピックには選手を派遣できない。